# Metafonía
La metafonía o umlaut (en alemán) es un cambio fonético, debido a la asimilación, con consecuencias fonológicas que consisten en la elevación o cierre de una vocal por influjo de una /i/, /ī/, /j/, /u/, /ū/, /w/ situadas en una sílaba siguiente de la palabra. Este cambio se estudió primero en alemán y otras lenguas germánicas. Puede considerarse un caso particular de la armonía vocálica.

## Metafonía en lenguas germánicas
En las lenguas germánicas, no todas las vocales son metafonizables y, además, existen combinaciones consonánticas que impiden la implementación de la metafonía; en estas lenguas, por tanto, la metafonía es un fenómeno de asimilación. La metafonía no tiene por qué ser provocada exclusivamente por una vocal: en las lenguas escandinavas, por ejemplo, también existe la metafonía por /ř/: así, la palabra *kaz ('recipiente'); se transforma, por rotacismo, en *kař. Esta /ř/ provoca la metafonización de la vocal con la que está en contacto, dando, finalmente, ⟨ker⟩.
En germánico, la forma reconstruida para huéspedes debía de sonar *ɣastijiz (un masculino de tema en -i). Esta forma se contrajo posteriormente en *ɣastīz. La /ī/ de esta última forma provocó que la /a/ tónica se convirtiera en una e cerrada en alemán antiguo, escrita <ė>: *ɣastīz → <gėsti> → alemán moderno <Gäste> (para el alto alemán antiguo diremos que la vocal ė es el resultado de la metafonización de una a por j, i o ī posteriores). También, la forma reconstruida para 'batalla' debía de sonar *baðwō (un femenino de tema en -wō). La -w- provocó la metafonización de la a tónica en nórdico occidental antiguo, dando bǫð (para el nórdico occidental antiguo diremos que la vocal ǫ es el resultado de la metafonización de una a por w, u o ū posteriores).
En muchas de las lenguas germánicas, la metafonía (ya sea palatal o labial) acabó generando un fuerte incremento de sus respectivos sistemas vocálicos.
Ejemplos del alemán:
- Mann (hombre), Männer (hombres)
- groß (grande), größer (mayor)
- Gans (ganso), Gänse (gansos)
- Maus (ratón), Mäuse (ratones)

Ejemplos del inglés:
- man (hombre), men (hombres)
- goose (ganso), geese (gansos)
- mouse (ratón), mice (ratones)

Los cambios de ciertas vocales surgieron como un fenómeno exclusivamente fonético debido, principalmente, a las condiciones articulatorias de las palabras en contextos fonéticos concretos y a la acción del acento tónico. Posteriormente se aprovecharon estos cambios para la composición y derivación de nuevas palabras, lo que permitía distinguir con mayor nitidez ciertos significados morfológicos y léxicos.

## Metafonía en lenguas románicas
En la Romania, la metafonía es especialmente frecuente en portugués, gallego, asturiano y cántabro (por ejemplo, la Ĭ del latín PĬLU da un resultado normal (e cerrada y luego e) 'pelo' en castellano, pero en asturiano la u final cierra el timbre de la e cerrada romance y da como resultado pilu). En castellano se dan algunos casos en la morfología verbal, como vine en vez de *vene, del latín VĒNĪ.
El sistema metafónico del asturiano se resuelve con el cierre de la vocal tónica ante -i y -u final:
- Metafonía ante -u:

- e > i: perru > pirru 'perro'
- o > u: gochu > guchu 'cerdo'
- a > e: platu > pletu o plotu 'plato'
- ua > ue: guapu > güepu o guopu 'guapo'
- ue > ui: puertu > puirtu 'puerto'
- Metafonía ante -i:

- e > i: ad heri > ayeri > ayiri 'ayer', iste > esti > isti 'este', lacte > llechi > llichi 'leche'
- a > e: tarde > tardi > terdi 'tarde', en balde > en baldri > en beldri en balde
- o > u: dorme > dormi > durmi 'duerme tu', come > comi > cumi 'come tu'
- ue > ui: nueche > nuechi > nuichi 'noche', longine > lloñe > llueñi > lluiñi 'lejos'